# Microdontomerus darwini
Microdontomerus darwini är en stekelart som beskrevs av Grissell 2005. Microdontomerus darwini ingår i släktet Microdontomerus och familjen gallglanssteklar. Inga underarter finns listade i Catalogue of Life.